# Terétxnoie
Terétxnoie (en rus: Теречное) és un poble de la república del Daguestan, a Rússia. Segons el cens del 2010 tenia 1.619 habitants.